# Светлое (Токмакский район)
Светлое (укр. Світле) — село,
Балковский сельский совет,
Токмакский район,
Запорожская область,
Украина.
Код КОАТУУ — 2325280404. Население по переписи 2001 года составляло 282 человека.

## Географическое положение
Село Светлое находится на левом берегу реки Бегим-Чокрак,
выше по течению на расстоянии в 0,5 км расположено село Балашовка (Черниговский район),
ниже по течению на расстоянии в 0,5 км расположено село Балково.
Река в этом месте пересыхает.

## История
Основано в 1821 году под названием Александрволь. Названо в честь императора Александра I. Основатели — 22 меноннитские семьи, выходцы из Западной Пруссии.
- До 1871 года село входило в Молочанский меннонитский округ Бердянского уезда.[3]
- В 1945 году переименовано в село Александровка[4].
- В 1963 году переименовано в село Светлое.